# Lissy Gröner
Lissy Gröner (ur. 31 maja 1954 w Langenfeld, zm. 9 września 2019 w Neustadt an der Aisch) – niemiecka polityk, przez cztery kadencje posłanka do Parlamentu Europejskiego (1989–2009).

## Życiorys
Obejmowała szereg funkcji w organizacjach społecznych, była m.in. wiceprzewodniczącą kobiecej międzynarodówki socjalistycznej. Zaangażowała się także w działalność Women’s International League for Peace and Freedom.
W 1989 z listy Socjaldemokratycznej Partii Niemiec (do której wstąpiła w 1971) po raz pierwszy objęła mandat deputowanej do Parlamentu Europejskiego. W wyborach w 1994, 1999 i 2004 z powodzeniem ubiegała się o reelekcję z ramienia SPD. Była m.in. członkinią grupy socjalistycznej, pracowała w Komisji Praw Kobiet i Równouprawnienia oraz w Komisji Kultury i Edukacji. Nie kandydowała w kolejnych wyborach z 2009.
Była jawną lesbijką. W 2005 w Brukseli zawarła związek małżeński ze swoją partnerką. Odznaczona Krzyżem Zasługi na Wstędze Orderu Zasługi Republiki Federalnej Niemiec (2009).